# Colón (Lavalleja)
Colón ist eine Ortschaft in Uruguay.

## Geographie
Sie befindet sich im östlichen Teil des Departamento Lavalleja in dessen 8. Sektor ca. 13 Kilometer südlich von Pirarajá und etwa 17 Kilometer nördlich von Mariscala. Durch den Ort fließt mit dem Arroyo Laureles ein rechtsseitiger Nebenfluss des einige Kilometer nördlich von Colón verlaufenden Río Cebollatí. Das Gebiet westlich und südlich der Ansiedlung trägt den Namen Sierra de la Lorencita, während sich im Südosten die Sierra del Aguila befindet, hinter der sich weiter südlich die Cuchilla del Águila erstreckt. In der unmittelbaren Umgebung des Ortes befinden sich die topographischen Erhebungen Cerro Romerito, Cerro de la Chiva, Cerro Galeano, Cerro de la Lorencita und Cerro Buena Vista.

## Geschichte
Die Ortschaft wurde auf dem Landbesitz und auf Initiative des Eustaquio Amilivia gegründet. Am 15. Oktober 1963 wurde Colón durch das Gesetz Nr. 13.163 der Status „Pueblo“ zuerkannt.

## Infrastruktur
An Montevideo ist Colón über die wenige Kilometer westlich des Ortes verlaufende Ruta 8 angeschlossen, von der bei Kilometerpunkt 202 ein Weg in Richtung des Ortes abzweigt. In Colón befinden sich eine Polizeistation, eine Schule und eine Bibliothek.

## Einwohner
Die Einwohnerzahl Colóns beträgt 180 (Stand: 2011), davon 94 männliche und 86 weibliche.
| Jahr | Einwohner |
| ---- | --------- |
| 1963 | 387       |
| 1975 | 368       |
| 1985 | 264       |
| 1996 | 223       |
| 2004 | 220       |
| 2011 | 180       |

Quelle: